# Ursula Haider

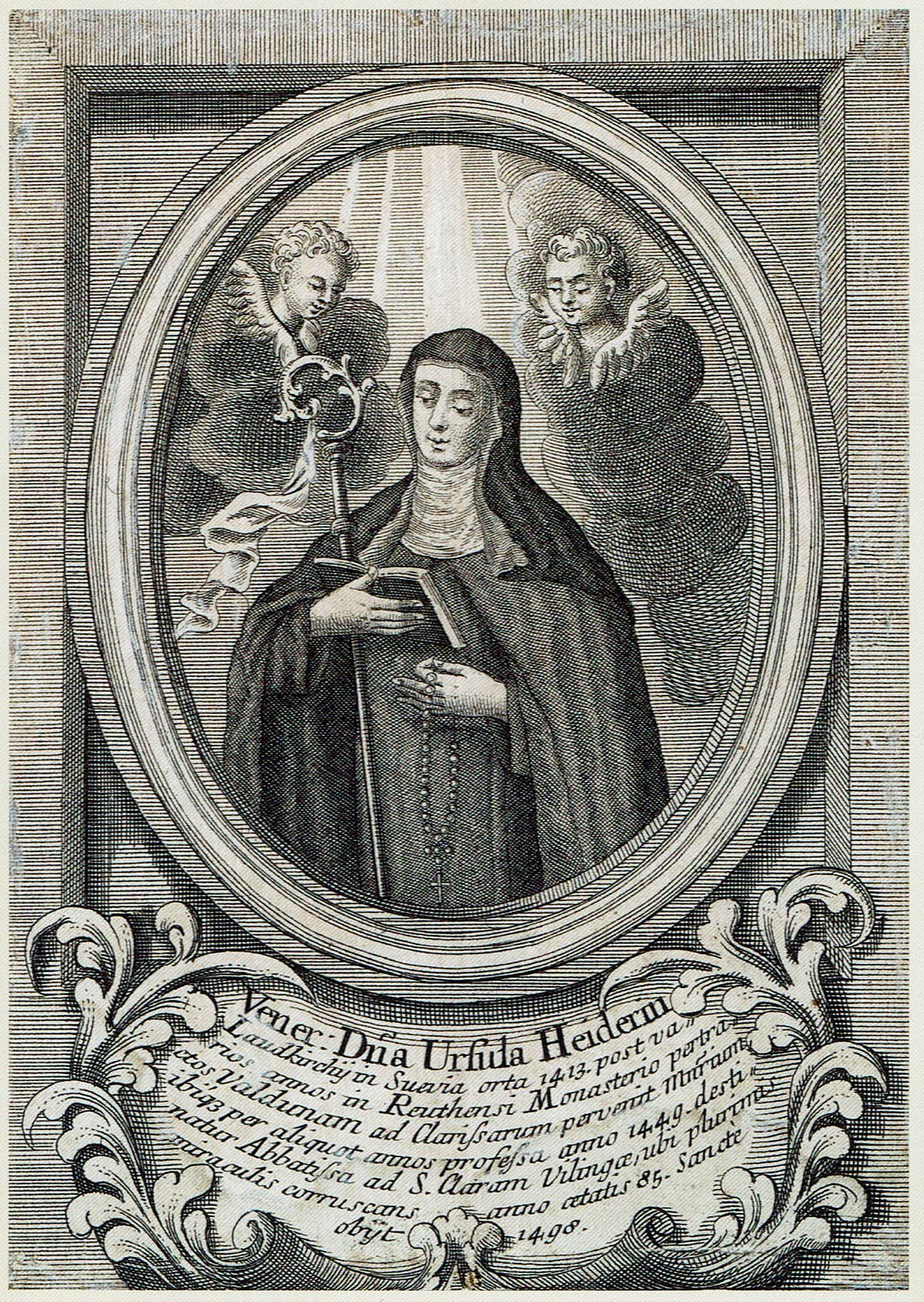
Kupferstich der Ursula Heiderin (Haider), Klarisse in Villingen

Ursula Haider (* 1413 in Leutkirch; † 20. Januar 1498 in Villingen) war eine schwäbische Äbtissin der Klarissenklöster Valduna heute Landeskrankenhaus Rankweil und 
St. Clara Villingen. In letzterem reformierte sie das Kloster. Ihre Vision von Maria mit dem Jesuskind verbunden mit dem jährlichen Gebet aller 150 Psalmen („Großer Psalter“) soll Villingen, das bislang nie kriegerisch eingenommen oder zerstört wurde, nach der Legende unter den Schutz der Himmelskönigin stellen.

## Jugend
Haider wurde 1413 in der schwäbischen Reichsstadt Leutkirch geboren und nach der Mutter Ursula getauft. Vater und Mutter starben bald nach der Geburt. Sie wurde von ihrer Großmutter mütterlicherseits und deren Sohn, dem Priester Johannes Bör erzogen. Mit neun Jahren kam sie in die Klause Reute bei Waldsee zur weiteren Erziehung. In diesem kleinen Franziskaner-Terziarinnenkloster entschloss sich Haider, gefördert von ihrem dortigen Beichtvater, Nonne zu werden. Als sie mit 17 Jahren zu ihrer Großmutter und ihrem Onkel zurückkehrte, wies sie sämtliche Brautwerber und eine für sie vorgesehene Verheiratung ab. Ihr wurde es dann gestattet, mit anderen „Jungfrauen“ ein passendes Kloster zu suchen, das sie 1413 im geschlossenen „Kloster zur Goldenen Mühle“ in Valduna in Vorarlberg fand.

## Kloster Valduna
Am 29. Juli 1431 trat Haider im Kloster Valduna in den Orden der Heiligen Klara, einer Schülerin des Franziskus von Assisi,  ein. Hier widmete sie sich besonders der Pflege von Krebskranken. Nach 36-jährigem Klosterleben wurde sie zur Oberin des Klosters Valduna gewählt. Im Jahre 1465 hörte sie eine Stimme, die ihr prophezeite, ihr Begräbnis werde nicht in Valduna, sondern in Villingen, von dem sie bis dahin nichts gehört hatte, sein. Eine Hand soll ihr nach der Legende die Richtung nach Villingen gewiesen haben. In einer späteren Vision sah sie, wie der Wind Rosenblätter über die Klostermauern Richtung Villingen wehte, was sie so verstand, dass sie mit mehreren Klosterfrauen von Valduna nach Villingen gehen sollte.

## Villinger Anfangsjahre
Am 25. Januar 1480 erhielt Haider die Anordnung von Papst Pius VI., von Valduna nach Villingen zu gehen, um das dortige „Bickenkloster“ im Auftrag der Stadt Villingen und des Franziskanerprovinzials Heinrich Karrer nach den Regeln der Heiligen Klara zu reformieren. Am 18. April 1480 trat sie mit sieben weiteren Schwestern und ausgestattet mit einer Beisteuer von 100 Gulden die achttägige Reise nach Villingen an. Die Stadt Villingen durften die Ordensschwestern erst betreten, nachdem sie dem Rat zugesichert hatten, Steuern und Frondienst zu entrichten. Das Kloster St. Klara in Villingen wurde am 29. April 1480 unter Einführung der strengeren Ordensregel nach den Klarissen „auf ewig beschlossen“. Von den sieben Schwestern der früheren „Sammlung“ traten sechs innerhalb der dreimonatigen Probezeit wegen der schweren Regel aus dem Kloster aus. Haiders vorbildliches Wirken führte zum Aufblühen des Bickenklosters. In wenigen Jahren baute Haider einen stattlichen Konvent junger Frauen auf. Angehörige der reichsten Patrizierfamilien, wie die Muntprat und Mötteli aus Ravensburg, machten dem Kloster Schenkungen oder deren Töchter traten ins Kloster ein. Die heute im Franziskanermuseum ausgestellten Bildteppiche, wie der Muntpratteppich oder der Dreikönigsteppich, zeugen noch davon.

## Erscheinung der Himmelskönigin
Nach einer Erzählung in der Chronik des Bickenklosters, überzog an einem heißen Julitag gegen Ende des 15. Jh. ein dreistündiges Unwetter Villingen. Es war so heftig, dass der Sturm die Männer wie Laub gegen die Mauern schleuderte. Die Bevölkerung befürchtete das Jüngste Gericht oder doch den Untergang Villingens. Ursula brachte sich im Gebet selbst zum Opfer für die Sünden der Villinger dar und bat Gott darum, Villingen zu verschonen. Da erschien ihr am dunklen Himmel in einem leuchtenden Kreis die Himmelskönigin mit dem Jesuskind. Sie versprach den Villingern allzeit Segen und Schutz, wenn Ursula es veranlasse, dass jährlich alle 150 Psalmen in einem bestimmten Modus, dem „Großen Psalter“, gebetet würden. Das Jesuskind segnete daraufhin die Stadt Villingen, bevor die Erscheinung verschwand und der Sturm aufhörte. Haider veranlasste, dass der Große Psalter im Bickenkloster jedes Jahr in der Fastenzeit von den Klosterfrauen über die Jahrhunderte gebetet wurde. Das Kloster wurde 2015 geschlossen. Laut schriftlicher Mitteilung der beiden letzten Ordensschwestern, Superiorin Schwester Roswitha Wecker und Schwester Siegrun Schachtner vom 7. April 2021 wurde der Psalter bis zur Schließung des Bickenklosters 2015 „über das Jahr verteilt“ gebetet. So lange die Schwesterngemeinschaft noch vielköpfig war, wurde jeder Psalm mehrfach gebetet. Zuletzt betete ihn ein kleiner Kreis von drei bis zwölf Villinger Frauen rund um Schwester Sigrun Schachtner im Anschluss an die Heilige Messe am Samstagmorgen, indem jeden Samstag ein Psalm nach den Vorgaben Ursula Haiders gebetet wurde. Hierzu gab es ein eigens eingerichtetes „Psalmbüchlein“ mit den Rahmentexten 1. Evangelium nach Lk 1,26 bis 38, 2. Hymnus, 3. Psalm 87, 4. Hymnus, 5. Psalm 85, 6. Magnificat, 7. Vater unser, 8. Gegrüßet seist Du Maria, 9. fortlaufender Tagespsalm, 10. Zusage der Gottesmutter an Ursula Haider. Einige der Beterinnen beteten zwischendurch zu Hause die weiteren Psalmen. Ob das Psaltergebet heute noch privat fortgesetzt wird, ist unklar.
Zur Ordnung des „Großen Villinger Psalters“ ist in der Chronik der Priorin Juliana Ernstin folgende Anweisung der Himmelskönigin an Ursula Haider vermerkt:

„Du sollst verschaffen, dass mir alle Jahr, zu welcher Zeit es wolle, ein mal der ganze Psalter Davids gesprochen werde, welcher hat 150 Psalmen ... Wenn du willst anfangen jeden Psalm, soll er auf diese Weise gesprochen werden. Zum ersten ließ das Evangelium, welches schreibt Lukas der Evangelist, in welchen begriffen wird die heimliche Rede, die ich mit dem Engel Gabriel gehalten, als er mit den größten und unerhörten Gruß überbrachte. Dieses Evangelium beginnt: "In illo tempore missus est angelus Gabriel" ... und dies soll stehend gesprochen werden. 
Zum anderen sollst du aus dem gleichen Evangelium folgende Sequenz sprechen, die beginnt mit "Ave preclara", an der ich ein besonderes Wohlgefallen habe. Denn ein großes Geheimnis ist in derselben verborgen und dies sollst Du auch stehend beten. 
Zum dritten, neige Dich mit dem Leib zur Erde und sprich mir den Psalm "Fundamenta" samt dem Hymnus "Ave Maria, stella" ...
Zum Vierten lies mir den Psalm "Benedixti, domine terram tuam", in der gleichen geneigten Haltung 
Zum Fünften und Letzen sprich mir stehend meinen Lobgesang, den ich gesprochen habe, also ich meine liebe Freundin Elisabeth heimsuchte ...."Magnificat anima mea dominum"  und das sollst Du mir sprechen samt einem Vater Unser und Ave Maria. Damit soll ein jeder Psalm ausgerichtet und gesprochen sein. Auf diese Weise sollst Du mir alle 150 Psalmen sprechen und sprechen lassen. Wenn Du das verrichtest, so will ich dir und der ganzen Stadt Villingen verheißen, meine treue mütterliche Fürbitte und mütterliche Freiheit bei meinem allerliebsten Sohn, so dass mein Segen soll über euch kommen ihr sollt beschirmt werden vor allem Unheil und Betrübnis an Seele und Leib, dann sollen du und die ganze Stadt allzeit von mir reichlich beschützt und beschirmt werden ... (Die Ordensschwestern) Gaben ihm den Namen "Der groß Psalter". ... Die andächtige Mutter schrieb selbst die Ordnung dieses Psalters, wie gehört, mit eigenen Händen auf und machte auf jedes Stück ein andächtiges, aber kurzes Gebetlein“

## Wirken und Tod
Haider baute das Kloster, dessen Kirche 1480 eher an einen dunklen Keller als an ein Gotteshaus erinnerte, beständig aus. 1489 erkrankte sie und legte das Amt der Äbtissin nieder. Obwohl sie seitdem im Krankenzimmer blieb, erreichte Haider für das Kloster St. Clara bei Papst Innozenz VI. als erstes Frauenkloster überhaupt am 13. Juni 1491 alle Ablässe der Hauptkirchen Roms und Jerusalems, sowie aller heiligen Stätten des gelobten Landes. Das Buch, in dem Haider ihre Aufzeichnungen festhielt, ist nicht mehr vorhanden. In der 1637/38 erstellten Klosterchronik von Juliana Ernst (der auch Juliana Ernestin genannten Priorin und Äbtissin des Klosters), der sogenannten Chronik des Bickenklosters zu Villingen, wurde nur der geschichtliche Inhalt zusammengefasst. Die mystischen Inhalte, von denen die Chronistin Ernst meinte, dass sie für ihren „kindlichen Verstand zu hoch“ seien, gingen verloren. Haider wurde 1498 in der Ölbergkapelle im Bickenkloster, ihrem Lieblingsplatz, begraben. Als knapp 100 Jahre später die Äbtissin Sophie Eschlingsbergin 1591 neben ihr bestattet wurde, öffnete man das Grab der ersten Villinger Äbtissin. Ihre Hirnschale soll „ganz mit schönen großen Buchstaben überschrieben“ gewesen sein. Die Buchstaben konnte niemand lesen und man vermutete, dass es entweder griechisch oder hebräisch sei. 1701 wurde Haider neben dem Antoniusaltar der Klosterkirche beigesetzt, nachdem ihr bisheriger Bestattungsort abgebrochen und dieser Klosterteil neu aufgebaut worden war. Als die Stadtväter im 19. Jahrhundert das Bickentor zur Verkehrsausweitung abreißen wollten, hätte damit auch das Grab der von der Villinger Bürgerschaft verehrten Äbtissin beseitigt werden müssen. Dies führte letztlich dazu, dass der Stadtrat von seinem Vorhaben Abstand nahm.

## Gymnasium St. Ursula
Nach Haider wurde ein aus der Umwandlung des Klosters entstandenes Lehrinstitut, die privaten „St. Ursula Schulen“ mit Gymnasium und Realschule, benannt. Es wurde von 1782 bis 1990 vom Villinger Ursulinen-Konvent als Mädchenschule getragen.